# Chrysodema doriana
Chrysodema doriana es una especie de escarabajo del género Chrysodema, familia Buprestidae. Fue descrita científicamente por Dohrnen  1873.